# Каталіна Кастильська
Каталіна Кастильська (ісп. Catalina de Castilla; 5 жовтня 1422, Ільєскас, Кастилія — 17 вересня 1424, Мадрігаль-де-лас-Альтас-Торрес, Кастилія) — suo jure принцеса Астурійська та наступниця престолу Кастилії протягом усього свого життя.

## Життєпис
Каталіна народилася 5 жовтня 1422 року в Ільєскасі в Толедо. Перша дитина у шлюбі короля Хуана II та Марії Арагонської. Названа на честь своїх тітки та бабусі, інфанти Каталіни, герцогині Вільєнської, та Катерини Ланкастерської. Одразу після народження Каталіна стала наступницею престолу Кастилії. Формально її визнали наступницею та принцесою Астурійською 1 січня 1423 року.
Проте принцеса Каталіна не успадкувала престол, оскільки померла 17 вересня 1424 року в Мадрігаль-де-лас-Альтас-Торресі. Її молодша сестра Леонор змінила її в титулі принцеси Астурійської та стала новою наступницею престолу. Похована в монастирі Мірафлорес разом зі своїми батьком та мачухою Ізабелою.